# Liên đoàn bóng đá Nam Mỹ
Liên đoàn bóng đá Nam Mỹ (tiếng Tây Ban Nha: Confederación Sudamericana de Fútbol; tiếng Bồ Đào Nha: Confederação Sul-Americana de Futebol; viết tắt: CONMEBOL) là cơ quan quản lý bóng đá cấp châu lục tại Nam Mỹ, đồng thời là một trong sáu liên đoàn châu lục trực thuộc FIFA. Đây là liên đoàn bóng đá cấp châu lục lâu đời nhất thế giới, có trụ sở đặt tại Luque, Paraguay. CONMEBOL chịu trách nhiệm tổ chức và điều hành các giải đấu bóng đá quốc tế lớn ở Nam Mỹ. Với 10 liên đoàn thành viên, đây là liên đoàn có số lượng thành viên ít nhất trong số các liên đoàn trực thuộc FIFA.
Các đội tuyển quốc gia thuộc CONMEBOL đã giành tổng cộng 10 chức vô địch FIFA World Cup (Brasil 5 lần, Argentina 3 lần, Uruguay 2 lần) và các câu lạc bộ Nam Mỹ đã đoạt 22 Cúp Liên lục địa cùng 4 FIFA Club World Cup. Argentina, Brasil và Uruguay mỗi đội từng giành 2 huy chương vàng bóng đá nam Olympic.
Vòng loại World Cup khu vực CONMEBOL thường được mô tả là “vòng loại khắc nghiệt nhất thế giới” do áp dụng thể thức vòng tròn một lượt, quy tụ nhiều đội tuyển hàng đầu thế giới, sự tiến bộ của các đội yếu hơn, điều kiện khí hậu – địa lý đa dạng, lợi thế sân nhà rõ rệt và sự cổ vũ cuồng nhiệt của khán giả.
Juan Ángel Napout (Paraguay) giữ chức Chủ tịch CONMEBOL cho đến ngày 3 tháng 12 năm 2015, khi ông bị bắt tại Thụy Sĩ trong một chiến dịch truy quét liên quan đến vụ án hối lộ của Bộ Tư pháp Hoa Kỳ đối với FIFA. Wilmar Valdez (Uruguay) tạm quyền cho đến ngày 26 tháng 1 năm 2016, khi Alejandro Domínguez (Paraguay) được bầu làm chủ tịch. Các phó chủ tịch hiện nay gồm Ramón Jesurún (Colombia), Laureano González (Venezuela) và Arturo Salah (Chile).

## Lịch sử
Năm 1916, giải “Campeonato Sudamericano de Fútbol” (Giải vô địch bóng đá Nam Mỹ) lần đầu tiên – sau này được biết đến với tên gọi “Copa América” – được tổ chức tại Argentina nhằm kỷ niệm 100 năm Tuyên ngôn Độc lập Argentina. Bốn liên đoàn bóng đá tham dự giải khi đó đã nhóm họp tại Buenos Aires để chính thức thành lập một cơ quan quản lý, tạo điều kiện thuận lợi cho việc tổ chức giải đấu. Do đó, CONMEBOL được thành lập vào ngày 9 tháng 7 năm 1916 theo sáng kiến của người Uruguay Héctor Rivadavia Gómez, và được các liên đoàn bóng đá Argentina, Brasil, Chile và Uruguay phê chuẩn. Đại hội thành lập chính thức diễn ra ngày 15 tháng 12 cùng năm tại Montevideo đã thông qua quyết định này.
Qua nhiều năm, các liên đoàn bóng đá khác ở Nam Mỹ lần lượt gia nhập, với Venezuela là thành viên cuối cùng vào năm 1952. Guyana, Suriname và Guiana thuộc Pháp, dù nằm ở khu vực địa lý Nam Mỹ, nhưng không thuộc CONMEBOL. Với tư cách lần lượt là một lãnh thổ từng thuộc Anh, một lãnh thổ từng thuộc Hà Lan và một lãnh thổ hải ngoại của Pháp, ba vùng lãnh thổ này là thành viên của Liên đoàn Bóng đá Bắc, Trung Mỹ và Caribe (CONCACAF), chủ yếu vì lý do lịch sử, văn hóa và thể thao, với tư cách thuộc “vành đai Caribe”. Với 10 quốc gia thành viên, CONMEBOL là liên đoàn nhỏ nhất và cũng là liên đoàn duy nhất của FIFA có phạm vi hoàn toàn trên đất liền của một châu lục (không có quốc gia hải đảo hay thành viên thuộc châu lục khác).

## Các thành viên
CONMEBOL hiện có 10 thành viên. Ngoại trừ Brasil là quốc gia duy nhất nói tiếng Bồ Đào Nha, tất cả các thành viên của CONMEBOL đều là các quốc gia nói tiếng Tây Ban Nha. Các quốc gia/lãnh thổ của luc địa Nam Mỹ nhưng nói tiếng Anh và tiếng Pháp là Suriname, Guyana và Guyane thuộc Pháp đều không thuộc CONMEBOL mà thuộc về CONCACAF.
| Quốc gia  | Tổ chức | Năm thành lập | Năm gia nhập | Đội tuyển quốc gia | Giải đấu               |
| --------- | ------- | ------------- | ------------ | ------------------ | ---------------------- |
| Argentina | AFA     | 1893          | 1916         | ARG (Nam,Nữ)       | Primera División       |
| Bolivia   | FBF     | 1925          | 1926         | BOL (Nam,Nữ)       | Liga Profesional       |
| Brasil    | CBF     | 1914          | 1916         | BRA (Nam, Nữ)      | Série A                |
| Chile     | FFC     | 1895          | 1916         | CHI (Nam, Nữ)      | Primera División       |
| Colombia  | FCF     | 1924          | 1936         | COL (Nam, Nữ)      | Primera A              |
| Ecuador   | FEF     | 1925          | 1927         | ECU (Nam, Nữ)      | Serie A                |
| Paraguay  | APF     | 1906          | 1921         | PAR (Nam,Nữ)       | Primera División       |
| Perú      | FPF     | 1922          | 1925         | PER (Nam, Nữ)      | Torneo Descentralizado |
| Uruguay   | AUF     | 1899          | 1916         | URU (Nam, Nữ)      | Primera División       |
| Venezuela | FVF     | 1926          | 1952         | VEN (Nam, Nữ)      | Primera División       |

## Các giải đấu quốc tế của nam

### World Cup
| Đội       | 1930 | 1934 | 1938 | 1950 | 1954 | 1958 | 1962 | 1966 | 1970 | 1974 | 1978 | 1982 | 1986 | 1990 | 1994 | 1998 | 2002 | 2006 | 2010 | 2014 | 2018 | 2022 | 2026 | 2030 | 2034 | Tổng cộng |
| --------- | ---- | ---- | ---- | ---- | ---- | ---- | ---- | ---- | ---- | ---- | ---- | ---- | ---- | ---- | ---- | ---- | ---- | ---- | ---- | ---- | ---- | ---- | ---- | ---- | ---- | --------- |
| Argentina | H2   | V6   |      |      |      | VB   | VB   | TK   | •    | V8   | H1   | V16  | H1   | H2   | V16  | TK   | VB   | TK   | TK   | H2   | V16  | H1   |      | Q    |      | 18        |
| Bolivia   | VB   |      |      | VB   |      | •    | •    | •    | •    | •    | •    | •    | •    | •    | VB   | •    | •    | •    | •    | •    | •    | •    |      |      |      | 3         |
| Brasil    | VB   | V6   | H3   | H2   | TK   | H1   | H1   | VB   | H1   | H4   | H3   | V16  | QF   | V16  | H1   | H2   | H1   | TK   | TK   | H4   | TK   | TK   |      |      |      | 22        |
| Chile     | VB   |      |      | VB   | •    | •    | H3   | VB   | •    | VB   | •    | VB   | •    | •    |      | V16  | •    | •    | V16  | V16  | •    | •    |      |      |      | 9         |
| Colombia  |      |      |      |      |      | •    | VB   | •    | •    | •    | •    | •    | •    | V16  | VB   | VB   | •    | •    | •    | TK   | V16  | •    |      |      |      | 6         |
| Ecuador   |      |      |      |      |      |      | •    | •    | •    | •    | •    | •    | •    | •    | •    | •    | VB   | V16  | •    | VB   | •    | VB   |      |      |      | 4         |
| Paraguay  | VB   |      |      | VB   | •    | VB   | •    | •    | •    | •    | •    | •    | V16  | •    | •    | V16  | V16  | VB   | TK   | •    | •    | •    |      | Q    |      | 8         |
| Perú      | VB   |      |      |      |      | •    | •    | •    | TK   | •    | V16  | VB   | •    | •    | •    | •    | •    | •    | •    | •    | VB   | •    |      |      |      | 4         |
| Uruguay   | H1   |      |      | H1   | H4   | •    | VB   | TK   | H4   | VB   | •    | •    | V16  | V16  | •    | •    | VB   | •    | H4   | V16  | TK   | VB   |      | Q    |      | 14        |
| Tổng cộng | 7    | 2    | 1    | 5    | 2    | 3    | 5    | 4    | 3    | 4    | 3    | 4    | 4    | 4    | 4    | 5    | 5    | 4    | 5    | 6    | 5    | 5    |      |      |      | 80        |

### Thế vận hội Mùa hè
| Đội               | 1900 (3) | 1904 (3) | 1904 (3) | 1908 (6) | 1912 (11) | 1920 (14) | 1924 (22) | 1928 (17) | 1936 (16) | 1948 (18) | 1952 (25) | 1956 (11) | 1960 (16) | 1964 (14) | 1968 (16) | 1972 (16) | 1976 (13) | 1980 (16) | 1984 (16) | 1988 (16) | 1992 (16) | 1996 (16) | 2000 (16) | 2004 (16) | 2008 (16) | 2012 (16) | 2016 (16) | 2020 (16) | 2024 (16) | 2028 (16) | 2032 (16) | Số lần |
| ----------------- | -------- | -------- | -------- | -------- | --------- | --------- | --------- | --------- | --------- | --------- | --------- | --------- | --------- | --------- | --------- | --------- | --------- | --------- | --------- | --------- | --------- | --------- | --------- | --------- | --------- | --------- | --------- | --------- | --------- | --------- | --------- | ------ |
| Argentina         | –        | –        | –        | –        | –         | –         | –         | 2         | –         | –         | –         | –         | 7         | 10        | –         | –         | –         | –         | –         | 8         | –         | 2         | –         | 1         | 1         | –         | 11        | 10        | –         | –         | –         | 10     |
| Brasil            | –        | –        | –        | –        | –         | –         | –         | –         | –         | –         | =5        | –         | 6         | 9         | 13        | 13        | 4         | –         | 2         | 2         | –         | 3         | 7         | –         | 3         | 2         | 1         | 1         | –         | –         | –         | 14     |
| Chile             | –        | –        | –        | –        | –         | –         | –         | 17        | –         | –         | =17       | –         | –         | –         | –         | –         | –         | –         | 7         | –         | –         | –         | 3         | –         | –         | –         | –         | –         | –         | –         | –         | 4      |
| Colombia          | –        | –        | –        | –        | –         | –         | –         | –         | –         | –         | –         | –         | –         | –         | 10        | 11        | –         | 11        | –         | –         | 14        | –         | –         | –         | –         | –         | 6         | –         | –         | –         | –         | 5      |
| Paraguay          | –        | –        | –        | –        | –         | –         | –         | –         | –         | –         | –         | –         | –         | –         | –         | –         | –         | –         | –         | –         | 7         | –         | –         | 2         | –         | –         | –         | –         | –         | –         | –         | 3      |
| Perú              | –        | –        | –        | –        | –         | –         | –         | –         | 5         | –         | –         | –         | 11        | –         | –         | –         | –         | –         | –         | –         | –         | –         | –         | –         | –         | –         | –         | –         | –         | –         | –         | 2      |
| Uruguay           | –        | –        | –        | –        | –         | –         | 1         | 1         | –         | –         | –         | –         | –         | –         | –         | –         | –         | –         | –         | –         | –         | –         | –         | –         | –         | 9         | –         | –         | –         | –         | –         | 3      |
| Venezuela         | –        | –        | –        | –        | –         | –         | –         | –         | –         | –         | –         | –         | –         | –         | –         | –         | –         | 12        | –         | –         | –         | –         | –         | –         | –         | –         | –         | –         | –         | –         | –         | 1      |
| Tổng cộng (8 đội) | 0        | 0        | 0        | 0        | 0         | 0         | 1         | 3         | 1         | 0         | 2         | 0         | 3         | 2         | 2         | 2         | 1         | 2         | 2         | 2         | 2         | 2         | 2         | 2         | 2         | 2         | 3         | 2         | 2         |           |           |        |

### Pan American Games (khu vực CONMEBOL)
| Đội       | 1951 | 1955 | 1959 | 1963 | 1967 | 1971 | 1975 | 1979 | 1983 | 1987 | 1991 | 1995 | 1999 | 2003 | 2007 | 2011 | 2015 | 2019 | 2023 | Số lần |
| --------- | ---- | ---- | ---- | ---- | ---- | ---- | ---- | ---- | ---- | ---- | ---- | ---- | ---- | ---- | ---- | ---- | ---- | ---- | ---- | ------ |
| Argentina | 1    | 1    | 1    | 2    | 5    | 1    | 3    | 3    | 9    | 3    |      | 1    |      | 1    | 9    | 2    |      | 1    |      | 15     |
| Bolivia   |      |      |      |      |      |      | 6    |      |      |      |      |      |      |      | 4    |      |      |      |      | 2      |
| Brasil    |      |      | 2    | 1    |      |      | 1    | 1    | 2    | 1    |      | 5    |      | 2    | 5    | 6    | 3    |      |      | 11     |
| Chile     | 3    |      |      | 3    |      |      |      |      | 4    | 2    |      | 8    |      |      |      |      |      |      |      | 5      |
| Colombia  |      |      |      |      | 8    | 2    |      |      |      | 10   |      | 3    |      | 4    | 6    |      |      |      |      | 6      |
| Ecuador   |      |      |      |      |      |      |      |      |      |      |      | 9    |      |      | 1    | 7    |      | 8    |      | 4      |
| Paraguay  | 4    |      |      |      |      |      |      |      |      | 9    |      | 7    |      | 5    |      |      | 5    |      |      | 5      |
| Perú      |      |      |      |      |      |      |      |      |      |      |      |      |      |      |      |      | 6    | 7    |      | 2      |
| Uruguay   |      |      |      | 4    |      |      | 10   |      | 1    |      |      |      | 10   |      |      | 3    | 1    | 4    |      | 7      |
| Venezuela | 4    | 4    |      |      |      |      |      |      | 6    |      |      |      |      |      | 12   |      |      |      |      | 4      |
| Quốc gia  | 4    | 2    | 3    | 4    | 2    | 2    | 4    | 2    | 5    | 5    | 0    | 6    | 1    | 4    | 6    | 4    | 4    | 4    |      |        |

### Giải vô địch bóng đá trong nhà thế giới
| Đội       | 1989 | 1992 | 1996 | 2000 | 2004 | 2008 | 2012 | 2016 | 2020 | 2024 | Tổng cộng |
| --------- | ---- | ---- | ---- | ---- | ---- | ---- | ---- | ---- | ---- | ---- | --------- |
| Argentina | V2   | V2   | V1   | V2   | H4   | V2   | TK   | H1   | H2   |      | 9         |
| Brasil    | H1   | H1   | H1   | H2   | H3   | H1   | H1   | V2   | H3   |      | 9         |
| Colombia  |      |      |      |      |      |      | H4   | V2   |      |      | 2         |
| Paraguay  | V2   | V1   |      |      | V1   | V2   | V2   | TK   | TK   |      | 7         |
| Uruguay   |      |      | V2   | V1   |      | V1   |      |      |      |      | 3         |
| Venezuela |      |      |      |      |      |      |      |      | V2   |      | 1         |
| Tổng cộng | 3    | 3    | 3    | 3    | 3    | 4    | 4    | 4    | 4    |      |           |

### Giải vô địch bóng đá U-20 thế giới
| Đội               | 1977 (16) | 1979 (16) | 1981 (16) | 1983 (16) | 1985 (16) | 1987 (16) | 1989 (16) | 1991 (16) | 1993 (16) | 1995 (16) | 1997 (24) | 1999 (24) | 2001 (24) | 2003 (24) | 2005 (24) | 2007 (24) | 2009 (24) | 2011 (24) | 2013 (24) | 2015 (24) | 2017 (24) | 2019 (24) | 2023 (24) | Số lần |
| ----------------- | --------- | --------- | --------- | --------- | --------- | --------- | --------- | --------- | --------- | --------- | --------- | --------- | --------- | --------- | --------- | --------- | --------- | --------- | --------- | --------- | --------- | --------- | --------- | ------ |
| Argentina         | •         | H1        | V1        | H2        | •         | •         | TK        | V1        | •         | H1        | H1        | H2        | H1        | H4        | H1        | H1        | •         | TK        | •         | V1        | V1        | V2        | V2        | 17     |
| Brasil            | H3        | •         | TK        | H1        | H1        | TK        | H3        | H2        | H1        | H2        | TK        | TK        | TK        | H1        | H3        | V2        | H2        | H1        | •         | H2        | •         | •         | TK        | 19     |
| Chile             | •         | •         | •         | •         | •         | H4        | •         | •         | •         | V1        | •         | •         | V1        | •         | V2        | H3        | •         | •         | TK        | •         | •         | •         | •         | 6      |
| Colombia          | •         | •         | •         | •         | TK        | V1        | TK        | •         | V1        | •         | •         | •         | •         | H3        | V2        | •         | •         | TK        | V2        | V2        | •         | TK        | TK        | 11     |
| Ecuador           | •         | •         | •         | •         | •         | •         | •         | •         | •         | •         | •         | •         | V2        | •         | •         | •         | •         | V2        | •         | •         | V1        | H3        | V2        | 5      |
| Paraguay          | V1        | TK        | •         | •         | V1        | •         | •         | •         | •         | •         | V1        | V2        | H4        | V2        | •         | •         | V2        | •         | V2        | •         | •         | •         | •         | 9      |
| Uruguay           | H4        | H3        | TK        | TK        | •         | •         | •         | V1        | TK        | •         | H2        | H4        | •         | •         | •         | V2        | V2        | V1        | H2        | V2        | H4        | V2        | H1        | 16     |
| Venezuela         | •         | •         | •         | •         | •         | •         | •         | •         | •         | •         | •         | •         | •         | •         | •         | •         | V2        | •         | •         | •         | H2        | •         | •         | 2      |
| Tổng cộng (8 đội) | 3         | 3         | 3         | 3         | 3         | 3         | 3         | 3         | 3         | 3         | 4         | 4         | 5         | 4         | 4         | 4         | 4         | 5         | 4         | 4         | 4         | 4         | 5         |        |

### Giải vô địch bóng đá U-17 thế giới
| Đội                | 1985 (16) | 1987 (16) | 1989 (16) | 1991 (16) | 1993 (16) | 1995 (16) | 1997 (16) | 1999 (16) | 2001 (16) | 2003 (16) | 2005 (16) | 2007 (24) | 2009 (24) | 2011 (24) | 2013 (24) | 2015 (24) | 2017 (24) | 2019 (24) | 2023 (24) | Số lần |
| ------------------ | --------- | --------- | --------- | --------- | --------- | --------- | --------- | --------- | --------- | --------- | --------- | --------- | --------- | --------- | --------- | --------- | --------- | --------- | --------- | ------ |
| Argentina          | V1        | •         | TK        | H3        | V1        | H3        | TK        | •         | H4        | H3        | •         | TK        | V2        | V2        | H4        | V1        | •         | V2        | H4        | 15     |
| Bolivia            | V1        | V1        | •         | •         | •         | •         | •         | •         | •         | •         | •         | •         | •         | •         | •         | •         | •         | •         | •         | 2      |
| Brasil             | H3        | V1        | TK        | TK        | •         | H2        | H1        | H1        | TK        | H1        | H2        | R2        | R1        | H4        | TK        | TK        | H3        | H1        | TK        | 18     |
| Chile              | •         | •         | •         | •         | H3        | •         | V1        | •         | •         | •         | •         | •         | •         | •         | •         | V2        | V1        | V2        | •         | 5      |
| Colombia           | •         | •         | V1        | •         | V1        | •         | •         | •         | •         | H4        | •         | V2        | H4        | •         | •         | •         | V2        | •         | •         | 6      |
| Ecuador            | •         | V1        | •         | •         | •         | TK        | •         | •         | •         | •         | •         | •         | •         | V2        | •         | TK        | •         | V2        | V2        | 6      |
| Paraguay           | •         | •         | •         | •         | •         | •         | •         | TK        | V1        | •         | •         | •         | •         | •         | •         | V1        | V2        | TK        | •         | 5      |
| Perú               | •         | •         | •         | •         | •         | •         | •         | •         | •         | •         | V1        | TK        | •         | •         | •         | •         | •         | •         | •         | 2      |
| Uruguay            | •         | •         | •         | V1        | •         | •         | •         | TK        | •         | •         | V1        | •         | TK        | H2        | TK        | •         | •         | •         | •         | 6      |
| Venezuela          | •         | •         | •         | •         | •         | •         | •         | •         | •         | •         | •         | •         | •         | •         | V1        | •         | •         | •         | V2        | 2      |
| Tổng cộng (10 đội) | 3         | 3         | 3         | 3         | 3         | 3         | 3         | 3         | 3         | 3         | 3         | 4         | 4         | 4         | 4         | 5         | 4         | 5         | 4         |        |

### Giải vô địch bóng đá U-17 Nam Mỹ
| Đội       | 1985 | 1986 | 1988 | 1991 | 1993 | 1995 | 1997 | 1999 | 2001 | 2003 | 2005 | 2007 | 2009 | 2011 | 2013 | 2015 | 2017 | 2019 | 2023 | Tổng cộng |
| --------- | ---- | ---- | ---- | ---- | ---- | ---- | ---- | ---- | ---- | ---- | ---- | ---- | ---- | ---- | ---- | ---- | ---- | ---- | ---- | --------- |
| Argentina | H1   | H4   | H2   | H3   | H3   | H2   | H2   | H4   | H2   | H1   | VB   | H3   | H2   | H3   | H1   | H2   | VB   | H1   | H3   | 20        |
| Bolivia   | H8   | H1   | VB   | VB   | VB   | VB   | VB   | VB   | VB   | VB   | VB   | VB   | H5   | VB   | VB   | VB   | VB   | VB   | VB   | 20        |
| Brasil    | H2   | H2   | H1   | H1   | H4   | H1   | H1   | H1   | H1   | H2   | H1   | H1   | H1   | H1   | H3   | H1   | H1   | VB   | H1   | 20        |
| Chile     | H4   | VB   | VB   | H4   | H2   | H4   | H3   | VB   | VB   | VB   | VB   | VB   | VB   | VB   | VB   | VB   | H2   | H2   | H6   | 20        |
| Colombia  | H6   | VB   | H3   | VB   | H1   | VB   | VB   | VB   | VB   | H3   | H4   | H2   | H4   | H5   | VB   | H6   | H4   | VB   | VB   | 20        |
| Ecuador   | H3   | H3   | VB   | VB   | VB   | ×    | VB   | VB   | VB   | VB   | H3   | H6   | H6   | H4   | VB   | H3   | H6   | H4   | H2   | 19        |
| Paraguay  | ×    | VB   | H4   | VB   | VB   | VB   | H4   | H2   | H3   | VB   | VB   | VB   | VB   | H6   | H5   | H4   | H3   | H3   | H5   | 19        |
| Perú      | H7   | VB   | VB   | VB   | VB   | VB   | VB   | VB   | VB   | VB   | VB   | H4   | VB   | VB   | H6   | VB   | VB   | 5th  | VB   | 20        |
| Uruguay   | H5   | VB   | VB   | H2   | VB   | H3   | VB   | H3   | VB   | H4   | H2   | VB   | H3   | H2   | H4   | H5   | VB   | H6   | VB   | 20        |
| Venezuela | H9   | VB   | VB   | VB   | VB   | VB   | VB   | VB   | H4   | VB   | VB   | H5   | VB   | VB   | H2   | VB   | H5   | VB   | H4   | 20        |

### Giải vô địch bóng đá trong nhà thế giới
| Đội               | 1989 | 1992 | 1996 | 2000 | 2004 | 2008 | 2012 | 2016 | 2020 | 2024 | Tổng cộng |
| ----------------- | ---- | ---- | ---- | ---- | ---- | ---- | ---- | ---- | ---- | ---- | --------- |
| Argentina         | R2   | R2   | R1   | R2   | 4th  | R2   | QF   | 1st  | 2nd  | Q    | 10        |
| Brasil            | 1st  | 1st  | 1st  | 2nd  | 3rd  | 1st  | 1st  | R2   | 3rd  | Q    | 10        |
| Colombia          |      |      |      |      |      |      | 4th  | R2   |      |      | 2         |
| Paraguay          | R2   | R1   |      |      | R1   | R2   | R2   | QF   | R2   | Q    | 8         |
| Uruguay           |      |      | R2   | R1   |      | R1   |      |      |      |      | 3         |
| Venezuela         |      |      |      |      |      |      |      |      | R2   | Q    | 2         |
| Tổng cộng (6 đội) | 3    | 3    | 3    | 3    | 3    | 4    | 4    | 4    | 4    | 4    |           |

### Cúp bóng đá trong nhà Nam Mỹ
| Team      | 1992 | 1995 | 1996 | 1997 | 1998 | 1999 | 2000 | 2003 | 2008 | 2011 | 2015 | 2017 | 2022 | 2024 | Số lần |
| --------- | ---- | ---- | ---- | ---- | ---- | ---- | ---- | ---- | ---- | ---- | ---- | ---- | ---- | ---- | ------ |
| Argentina | 2nd  | 2nd  | 3rd  | 2nd  | 4th  | 3rd  | 2nd  | 1st  | 3rd  | 2nd  | 1st  | 2nd  | 1st  | 2nd  | 14     |
| Bolivia   | ×    | ×    | ×    | ×    | ×    | ×    | 4th  | GS   | 8th  | GS   | ×    | 7th  | 8th  | 9th  | 7      |
| Brasil    | 1st  | 1st  | 1st  | 1st  | 1st  | 1st  | 1st  | 2nd  | 1st  | 1st  | 3rd  | 1st  | 3rd  | 1st  | 14     |
| Chile     | ×    | ×    | GS   | ×    | ×    | ×    | GS   | GS   | 10th | GS   | 5th  | 10th | 10th | 6th  | 9      |
| Colombia  | ×    | ×    | ×    | ×    | ×    | ×    | ×    | GS   | 5th  | 4th  | 4th  | 5th  | 4th  | 8th  | 7      |
| Ecuador   | 4th  | ×    | ×    | ×    | ×    | ×    | GS   | GS   | 6th  | ×    | 9th  | 8th  | 7th  | 10th | 8      |
| Paraguay  | 3rd  | 4th  | 4th  | 3rd  | 2nd  | 2nd  | GS   | 3rd  | 4th  | 3rd  | 2nd  | 3rd  | 2nd  | 4th  | 14     |
| Perú      | ×    | ×    | ×    | ×    | ×    | ×    | GS   | GS   | 7th  | GS   | 8th  | 9th  | 9th  | 7th  | 8      |
| Uruguay   | ×    | 3rd  | 2nd  | 4th  | 3rd  | 4th  | 3rd  | 4th  | 2nd  | GS   | 6th  | 4th  | 5th  | 5th  | 13     |
| Venezuela | ×    | ×    | GS   | ×    | ×    | ×    | GS   | GS   | 9th  | GS   | 7th  | 6th  | 6th  | 3rd  | 9      |
| Tổng cộng | 4    | 4    | 6    | 4    | 4    | 4    | 9    | 10   | 10   | 9    | 9    | 10   | 10   | 10   |        |

## Các giải đấu quốc tế của nữ

### World Cup nữ
| Đội       | 1991 | 1995 | 1999 | 2003 | 2007 | 2011 | 2015 | 2019 | 2023 | Tổng cộng |
| --------- | ---- | ---- | ---- | ---- | ---- | ---- | ---- | ---- | ---- | --------- |
| Argentina |      | •    | •    | V1   | V1   | •    | •    | V1   | V1   | 4         |
| Brasil    | V1   | V1   | H3   | TK   | H2   | TK   | V2   | TK   | V1   | 9         |
| Chile     | •    | •    | •    | •    | •    | •    | •    | TK   | •    | 1         |
| Colombia  |      |      | •    | •    | •    | V1   | V2   | •    | TK   | 3         |
| Ecuador   |      | •    | •    | •    | •    | •    | V1   | •    | •    | 1         |
| Tổng cộng | 1    | 1    | 1    | 2    | 2    | 2    | 3    | 3    | 3    | 18        |

### Copa América Femenina
| Đội       | 1991 | 1995 | 1998 | 2003 | 2006 | 2010 | 2014 | 2018 | 2022 | Số VCK |
| --------- | ---- | ---- | ---- | ---- | ---- | ---- | ---- | ---- | ---- | ------ |
| Argentina | —    | 2nd  | 2nd  | 2nd  | 1st  | 4th  | 4th  | 3rd  | 3rd  | 8      |
| Bolivia   | —    | 5th  | 9th  | 6th  | 10th | 7th  | 10th | 7th  | 9th  | 8      |
| Brasil    | 1st  | 1st  | 1st  | 1st  | 2nd  | 1st  | 1st  | 1st  | 1st  | 9      |
| Chile     | 2nd  | 3rd  | 7th  | 8th  | 9th  | 3rd  | 6th  | 2nd  | 5th  | 9      |
| Colombia  | —    | —    | 6th  | 3rd  | 7th  | 2nd  | 2nd  | 4th  | 2nd  | 7      |
| Ecuador   | —    | 4th  | 4th  | 5th  | 5th  | 5th  | 3rd  | 10th | 7th  | 8      |
| Paraguay  | —    | —    | 5th  | 7th  | 4th  | 6th  | 5th  | 5th  | 4th  | 7      |
| Perú      | —    | —    | 3rd  | 4th  | 8th  | 9th  | 9th  | 9th  | 10th | 7      |
| Uruguay   | —    | —    | 8th  | 9th  | 3rd  | 10th | 7th  | 8th  | 8th  | 7      |
| Venezuela | 3rd  | —    | 10th | 10th | 6th  | 8th  | 8th  | 6th  | 6th  | 8      |

### Thế vận hội Mùa hè
| Đội               | 1996 (8) | 2000 (8) | 2004 (10) | 2008 (12) | 2012 (12) | 2016 (12) | 2020 (12) | 2024 (12) | 2028 (12) | 2032 (12) | Số lần |
| ----------------- | -------- | -------- | --------- | --------- | --------- | --------- | --------- | --------- | --------- | --------- | ------ |
| Argentina         | –        | –        | –         | =11       | –         | –         | –         | –         | –         | –         | 1      |
| Brasil            | 4        | 4        | 2         | 2         | 6         | 4         | 6         | Q         | –         | –         | 8      |
| Chile             | –        | –        | –         | –         | –         | –         | 11        | –         | –         | –         | 1      |
| Colombia          | –        | –        | –         | –         | 11        | 11        | –         | Q         | –         | –         | 3      |
| Tổng cộng (4 đội) | 1        | 1        | 1         | 2         | 2         | 2         | 2         | 2         |           |           |        |

### Pan American Games (khu vực COMMEBOL)
| Đội       | 1999 | 2003 | 2007 | 2011 | 2015 | 2019 | 2022 | Số lần |
| --------- | ---- | ---- | ---- | ---- | ---- | ---- | ---- | ------ |
| Argentina |      | 4    | 5    | 7    | 8    | 2    |      | 5      |
| Brasil    |      | 1    | 1    | 2    | 1    |      |      | 4      |
| Chile     |      |      |      | 5    |      |      |      | 1      |
| Colombia  |      |      |      | 4    | 2    | 1    |      | 3      |
| Ecuador   |      |      | 7    |      | 6    |      |      | 2      |
| Paraguay  |      |      | 10   |      |      | 4    |      | 2      |
| Perú      |      |      |      |      |      | 8    |      | 1      |
| Uruguay   |      |      | 9    |      |      |      |      | 1      |
| Quốc gia  | 0    | 2    | 5    | 4    | 4    | 4    |      |        |

### Giải vô địch bóng đá U-20 thế giới
| Đội               | 2002 (12) | 2004 (12) | 2006 (16) | 2008 (16) | 2010 (16) | 2012 (16) | 2014 (16) | 2016 (16) | 2018 (16) | 2022 (16) | 2024 (16) | Số lần |
| ----------------- | --------- | --------- | --------- | --------- | --------- | --------- | --------- | --------- | --------- | --------- | --------- | ------ |
| Argentina         | •         | •         | VB        | VB        | •         | VB        | •         | •         | •         | •         |           | 3      |
| Brasil            | H4        | H4        | H3        | TK        | VB        | VB        | VB        | TK        | VB        | H3        |           | 10     |
| Chile             | •         | •         | •         | VB        | •         | •         | •         | •         | •         | •         |           | 1      |
| Colombia          | •         | •         | •         | •         | H4        | •         | •         | •         | •         | TK        |           | 2      |
| Paraguay          | •         | •         | •         | •         | •         | •         | VB        | •         | VB        | •         |           | 2      |
| Venezuela         | •         | •         | •         | •         | •         | •         | •         | VB        | •         | •         |           | 1      |
| Tổng cộng (6 đội) | 1         | 1         | 2         | 3         | 2         | 2         | 2         | 2         | 2         | 2         |           | 21     |

### Giải vô địch bóng đá U-20 Nam Mỹ
| Đội       | 2004 | 2006 | 2008 | 2010 | 2012 | 2014 | 2015 | 2018 | 2022 | Số lần |
| --------- | ---- | ---- | ---- | ---- | ---- | ---- | ---- | ---- | ---- | ------ |
| Argentina | VB   | H2   | H2   | VB   | H2   | VB   | H4   | VB   | VB   | 9      |
| Bolivia   | H4   | VB   | VB   | VB   | VB   | H4   | VB   | VB   | VB   | 9      |
| Brasil    | H1   | H1   | H1   | H1   | H1   | H1   | H1   | H1   | H1   | 9      |
| Chile     | VB   | VB   | H4   | H4   | VB   | VB   | VB   | VB   | VB   | 9      |
| Colombia  | VB   | VB   | VB   | H2   | H3   | H3   | H3   | H3   | H2   | 9      |
| Ecuador   | H3   | VB   | VB   | VB   | VB   | VB   | VB   | VB   | VB   | 9      |
| Paraguay  | H2   | H3   | H3   | H3   | H4   | H2   | VB   | H2   | VB   | 9      |
| Perú      | VB   | H4   | VB   | VB   | VB   | VB   | VB   | VB   | VB   | 9      |
| Uruguay   | VB   | VB   | VB   | VB   | VB   | VB   | VB   | VB   | H3   | 9      |
| Venezuela | VB   | VB   | VB   | VB   | VB   | VB   | H2   | H4   | H4   | 9      |

### Giải vô địch bóng đá U-17 thế giới
| Đội               | 2008 (16) | 2010 (16) | 2012 (16) | 2014 (16) | 2016 (16) | 2018 (16) | 2022 (16) | 2024 (16) | Số lần |
| ----------------- | --------- | --------- | --------- | --------- | --------- | --------- | --------- | --------- | ------ |
| Brasil            | V1        | TK        | TK        | •         | V1        | V1        | TK        |           | 6      |
| Chile             | •         | V1        | •         | •         | •         | •         | V1        |           | 2      |
| Colombia          | V1        | •         | V1        | V1        | •         | V1        | H2        |           | 5      |
| Paraguay          | V1        | •         | •         | V1        | V1        | •         | •         |           | 3      |
| Uruguay           | •         | •         | V1        | •         | •         | V1        | •         |           | 2      |
| Venezuela         | •         | V1        | •         | H4        | H4        | •         | •         |           | 3      |
| Tổng cộng (6 đội) | 3         | 3         | 3         | 3         | 3         | 3         | 3         |           | 21     |

### Giải vô địch bóng đá U-17 Nam Mỹ
| Đội       | 2008 | 2010 | 2012 | 2013 | 2016 | 2018 | 2022 | Số lần |
| --------- | ---- | ---- | ---- | ---- | ---- | ---- | ---- | ------ |
| Argentina | H4   | VB   | H4   | VB   | VB   | VB   | VB   | 7      |
| Bolivia   | VB   | VB   | VB   | VB   | VB   | VB   | VB   | 7      |
| Brasil    | H2   | H1   | H1   | VB   | H2   | H1   | H1   | 7      |
| Chile     | VB   | H2   | VB   | H4   | VB   | VB   | H3   | 7      |
| Colombia  | H1   | VB   | H3   | H2   | H4   | H2   | H2   | 7      |
| Ecuador   | VB   | VB   | VB   | VB   | VB   | VB   | VB   | 7      |
| Paraguay  | H3   | H4   | VB   | H3   | H3   | VB   | H4   | 7      |
| Perú      | VB   | VB   | VB   | VB   | VB   | VB   | VB   | 7      |
| Uruguay   | VB   | VB   | H2   | VB   | VB   | H3   | VB   | 7      |
| Venezuela | VB   | H3   | VB   | H1   | H1   | H4   | VB   | 7      |

## Các giải đấu quốc tế khác

### Giải vô địch bóng đá bãi biển thế giới
|           | 1995 (8) | 1996 (8) | 1997 (8) | 1998 (10) | 1999 (12) | 2000 (12) | 2001 (12) | 2002 (8) | 2003 (8) | 2004 (12) | 2005 (12) | 2006 (12) | 2007 (16) | 2008 (16) | 2009 (16) | 2011 (16) | 2013 (16) | 2015 (16) | 2017 (16) | 2019 (16) | 2021 (16) | 2023 (16) | 2025 (16) | Tổng cộng |
| --------- | -------- | -------- | -------- | --------- | --------- | --------- | --------- | -------- | -------- | --------- | --------- | --------- | --------- | --------- | --------- | --------- | --------- | --------- | --------- | --------- | --------- | --------- | --------- | --------- |
| Argentina | V1 7th   | V1 8th   | H4       | V1 8th    | •         | V1 10th   | H3        | V1 8th   | •        | TK 7th    | TK 8th    | TK 5th    | V1 11th   | TK 5th    | V1 9th    | V1 11th   | TK 8th    | V1 12th   | •         | •         | •         | •         | •         | 16/21     |
| Brasil    | H1       | H1       | H1       | H1        | H1        | H1        | H4        | H1       | H1       | H1        | H3        | H1        | H1        | H1        | H1        | H2        | H3        | TK 5th    | H1        | TK 5th    | TK        | •         | •         | 21/22     |
| Chile     | •        | •        | •        | V1 9th    | •         | •         | •         | •        | •        | •         | •         | •         | •         | •         | •         | •         | •         | •         | •         | •         | •         | •         | •         | 1/21      |
| Ecuador   | •        | •        | •        | •         | •         | •         | •         | •        | •        | •         | •         | •         | •         | •         | •         | •         | •         | •         | V1 16th   | •         | •         | •         | •         | 1/21      |
| Paraguay  | •        | •        | •        | •         | •         | •         | •         | •        | •        | •         | •         | •         | •         | •         | •         | •         | V1 9th    | V1 11th   | TK 7th    | V1 10th   | V1        | •         | •         | 5/22      |
| Perú      | •        | •        | •        | H4        | H4        | H2        | TK 7th    | V1 9th   | •        | •         | •         | •         | •         | •         | •         | •         | •         | •         | •         | •         | •         | •         | •         | 5/21      |
| Uruguay   | V1 6th   | H2       | H2       | H3        | H3        | V1 9th    | V1 11th   | H3       | V1 5th   | TK 6th    | TK 5th    | H2        | H3        | TK 7th    | H4        | •         | •         | •         | •         | TK 7th    | TK        | •         | •         | 16/22     |
| Venezuela | •        | •        | •        | •         | •         | TK 5th    | V1 9th    | •        | •        | •         | •         | •         | •         | •         | •         | V1 16th   | •         | •         | •         | •         | •         | •         | •         | 3/21      |

## Các giải thi đấu cấp đội tuyển quốc gia
- Copa América (Cúp bóng đá Nam Mỹ)
- Giải vô địch bóng đá trẻ Nam Mỹ
- Giải vô địch bóng đá U-17 Nam Mỹ
- Giải vô địch bóng đá U-15 Nam Mỹ

## Các giải thi đấu cấp câu lạc bộ
- Copa Libertadores
- Copa Sudamericana
- Recopa Sudamericana

## Cầu thủ xuất sắc nhất Nam Mỹ
xem Cầu thủ xuất sắc nhất Nam Mỹ

## Bảng xếp hạng

### Đội tuyển bóng đá quốc gia
Top các đội tuyển nam
xếp hạng hàng đầu FIFA
| Bóng đá nam | Bóng đá nam | Bóng đá nam |    | Bóng đá nữ | Bóng đá nữ | Bóng đá nữ |
| ----------- | ----------- | ----------- | -- | ---------- | ---------- | ---------- |
| Hạng        | Quốc gia    | Số điểm     |    | Hạng       | Quốc gia   | Số điểm    |
| 1           | Brasil      | 1676        | 10 | Brasil     | 1964       |            |
| 6           | Uruguay     | 1613        | 26 | Colombia   | 1700       |            |
| 11          | Argentina   | 1580        | 36 | Argentina  | 1631       |            |
| 12          | Colombia    | 1573        | 38 | Chile      | 1601       |            |
| 15          | Chile       | 1559        | 47 | Paraguay   | 1494       |            |
| 21          | Perú        | 1516        | 57 | Venezuela  | 1421       |            |
| 29          | Venezuela   | 1484        | 63 | Ecuador    | 1393       |            |
| 36          | Paraguay    | 1467        | 65 | Perú       | 1380       |            |
| 59          | Ecuador     | 1378        | 74 | Uruguay    | 1347       |            |
| 63          | Bolivia     | 1366        | 91 | Bolivia    | 1232       |            |

Cập nhật lần cuối phần bóng đá nam: 4 tháng 4 năm 2019

Cập nhật lần cuối phần bóng đá nữ: 7 tháng 12 năm 2018